# DJ Bobo
Peter René Baumann (Kölliken, 05 de janeiro de 1968), mais conhecido por DJ BoBo, é um músico suíço famoso por ter sempre uma de suas músicas nas paradas europeias, por performances dançantes de extrema complexidade e shows em estádios lotados por toda a Europa.
Ele já vendeu mais de 14 milhões de discos no mundo inteiro e lançou 11 álbuns de estúdio, bem como algumas compilações que incluíram seus hits anteriores em um formato reformulado. DJ Bobo também lançou 34 singles, alguns sendo uns dos maiores hits da década de 1990 no continente europeu, como "Somebody Dance With Me", "Everybody", "Let the Dream Come True", "Love Is All Around" e "There Is a Party".
Ele venceu por 10 vezes o prêmio de World's best-selling Swiss recording artist ("artista de música gravada suíço que mais vendeu no mundo"), daquela que chegou a ser uma das maiores premiações da música mundial, o World Music Awards, tendo-lhe sido atribuído o prêmio pela última vez em 2005. É também o cantor suíço mais bem-sucedido de sempre.
Hoje, com gravadora e produtora própria (Yes Music), possui uma equipe que também se apresenta junto no palco.

## Vida e Carreira Musical

### 1985-1991: Início
Peter René Baumann nasceu em Kölliken, Suíça, filho de pai italiano Luigi Cipiriano e mãe suíça Ruth Baumann. Inicialmente, Baumann queria trabalhar na área de produtos de confeitaria e padaria. Isso, no entanto, não durou muito tempo quando seu desejo de ser dançarino de breakdance surgiu após sua formatura no ensino médio. Tendo realizado inúmeros concursos de dança, René chegou ao top-10 do "Disco Kings" com o seu estilo de dança acrobática.
Baumann iniciou sua carreira de DJ em 1985, um ano depois que ele foi vice-campeão no concurso  Swiss DJ Championships. Ele trabalhou como DJ em vários clubes noturnos na Suíça e mais tarde decidiu produzir o seu próprio repertório. Seu primeiro single, "I Love You", foi lançado em 1989 sob o nome artístico DJ Bobo. No mesmo ano casou-se com Daniela Bock. Em 1991, DJ Bobo lançou mais dois singles, "Ladies in the House" e  "Let's Groove On".

### 1992-1996: Sucesso internacional
DJ Bobo alcançou popularidade internacional quando ele lançou em todo continente europeu o hit "Somebody Dance with Me", em novembro de 1992. Com o refrão cantado por Emel Aykanat, o single alcançou o número 1 na Suíça e Suécia, além do no top-5 em vários outros países europeus, incluindo a Alemanha, onde ganhou certificado de ouro por 250 mil cópias vendidas. O seu segundo hit "Keep on Dancing", que seguiu a mesma técnica do seu antecessor, alcançou o top-5 na Suíça e na Alemanha, e o top-10 em outras partes da Europa. O single também atingiu o certificado de ouro na Alemanha.
O aguardado álbum de estreia, Dance with Me, foi lançado em outubro de 1993 e permaneceu nas paradas por toda a Europa por um longo tempo, sendo seguido por outro single, "Take Control", que lhe valeu mais um ouro na Alemanha, além de entrar no top-20 em vários países. Em 1994 separe-se de Daniela Bock.
No verão de 1994, DJ Bobo lançou o quarto single de seu álbum de estreia, "Everybody", que tornou-se um dos mais bem sucedidos da carreira do músico, alcançando o nº. 2 na Alemanha e foi certificado com platina por vender 500.000 cópias. "Everybody" diferenciaria dos singles lançados anteriormente, mudando o estilo techno pela mistura de house e hip-hop com refrões cativantes femininos cativantes e rap menos agressivo realizados pelo próprio René.
No outono de 1994, o seu segundo álbum de estúdio, There Is a Party, foi lançado. Enquanto o álbum alcançou a posição nº.4 na Suíça, onde foi certificado com platina pela venda de mais de 50.000 cópias, na Alemanha alcançou o top-10, onde ficou por 26 semanas na parada e foi certificado com ouro pela venda de mais de 250.000 cópias. O primeiro single, "Let the Dream Come True", liderou as paradas na Suíça e entrou para o top-5 na Alemanha, onde foi certificado com ouro. Em seguida foi lançado o single "Love Is All Around", que alcançou o top-20 na Suíça, Áustria, Bélgica, Suécia e Noruega, além de receber mais um ouro na Alemanha, o sexto certificado consecutivo no país. Em 1995, DJ Bobo representou a Suíça no World Music Awards em Mônaco com música "Everybody" que lhe rendeu o prêmio de "Artista Suíço Mais Vendido no Ano"
No verão de 1995, DJ Bobo fez uma turnê pela Ásia, que foi seguida por uma turnê promocional na Austrália.  No mesmo ano, DJ Bobo também viajou por toda a Europa onde se apresentou para cerca de 400.000 espectadores.
Ainda em 1995, a canção "There Is a Party" foi incluída na trilha sonora da primeira temporada do seriado brasileiro "Malhação", exibido pela TV Globo, tornando-se um grande sucesso no Brasil.
DJ Bobo lançou seu primeiro balada "Love Is the Price" em janeiro de 1996, que foi lançada por Thomas Gottschalk no programa de TV Wetten, dass ..? .Baumann, no final daquele ano, participou novamente do World Music Awards em Mônaco por duas músicas do disco There Is a Party, "Freedom" (que ganhou seu oitavo disco de ouro na Alemanha) e sua balada recém-lançada "Love Is the Price".

### 1996-1999: Popularidade consolidada
O lançamento do álbum World in Motion em setembro de 1996, não só provou a presença consistente de DJ Bobo nas paradas, como fez com que René conseguisse quebrar todos os seus recordes anteriores. Demorou apenas algumas semanas para o álbum alcançar a posição nº.3 na Alemanha, que rapidamente foi premiado com disco de platina. Na Suíça, o álbum alcançou o No.1 e foi premiado com platina duplo por 100.000 cópias vendidas, o que o classificou como um dos 40 álbuns mais bem-sucedidos de todos os tempos na Suíça, depois de permanecer na parada suíça por 67 semanas.
Pouco depois do lançamento de World in Motion, Baumann fez uma turnê promocional na Ásia por 20 dias, seguida por outra de um mês pela América do Sul, com passagens pelo Brasil, Chile e Colômbia. Em abril de 1997, DJ Bobo recebeu seu terceiro prêmio no World Music Award pelo single "Respect Yourself".
DJ Bobo manteve seu som original e experiências com novos sons e arranjos vocais, apresentando suas habilidades de canto em "Where Is Your Love", primeiro single do próximo álbum, lançado em março de 1998. Um mês depois, foi lançado seu álbum de Magic, que conseguiu manter-se na posição nº.1 da Suíça por quatro semanas consecutivas e lhe rendeu um disco de platina. Na Alemanha, o álbum alcançou a posição nº.5 e passou total de 21 semanas na parada alemã, rendendo ao artista suíço outro disco de ouro. Em maio desse mesmo ano, DJ Bobo recebeu o World Music Award pela quarta vez.
Logo depois, seu single "Celebrate" foi lançado e incluso na coletânea The Ultimate Megamix '99.  Durante esse tempo, René e sua equipe estavam ocupados preparando a "Life on Tour", bem como os shows de Magic pela Europa, que foram vistos por 250.000 pessoas em 35 concertos. Em 1999, DJ Bobo foi recompensado com mais um World Music Award pela quinta vez consecutiva.

### 1999-2001
Do sexto álbum de DJ Bobo, Level 6, foi lançado em outubro de 1999 e imediatamente chegou à posição Nº.1 na parada de álbuns da Suíça. Acabou recebendo o certificado de platina na sua terra, além de outro ouro na Alemanha. Dois singles foram lançados fora deste álbum, "Together" e "Lies". O sucesso do DJ Bobo continuou, e mais uma vez, na primavera de 2000, ele recebeu mais um troféu no World Music Award, pela sexta vez consecutiva.
René e seu coprodutor Axel Breitung conseguiram finalizar próximo álbum, Planet Colors, dentro de um período de sete meses e lançaram-no em dia 5 de fevereiro de 2001. O primeiro single foi "What a Feeling", com Irene Cara, um cover do hit original "Flashdance ... What a Feeling", que atingiu o nº.2 na Suíça, nº. 3 na Alemanha e nº.11 na Áustria. Dois outros singles foram lançados:  "Hard to Say I'm Sorry" e "Colors of Life".  Sua turnê "Planet Colors - The Show" foi assistida por mais de um milhão de espectadores na Europa.
Em 2001 casou-se com Nancy Rentzsch, membro de sua equipe desde 1995. No ano seguinte nascia o primeiro filho do cantor, Jamiro-René.

### 2002-2003: 10º aniversário
Para comemorar o seu aniversário de 10 anos de carreira, René fez a versão cover de "Celebration", do Kool and the Gang.  O single foi lançado para apresentar sua coletânea Celebration, lançado em abril de 2002, que trouxe seus maiores sucessos regravados com artistas de renome, na sua maioria alemães, como No Angels em "Where Is Your Love", Melanie Thornton em "Love of My Life", Emilia em "Everybody" e ATC em "Together". Além de ser premiado como o artista de maior venda da Suíça pelo World Music Awards em 2002 - pela sétima vez -  René e Axel Breitung foram considerados os "Melhores Produtores de 2001" no Echo Awards.
O próximo álbum de estúdio do DJ Bobo, Visions, foi lançado em fevereiro de 2003, trouxe um novo lado de sua música, que além do dance habitual, trouxe elementos mais acústicos. Exemplos disso foram as canções "Angel" e "Do You Remember", em que guitarras substituíram os sintetizadores.  O álbum alcançou a posição nº.3 na Suíça, e eventualmente, ganhou um disco de platina. Em 2003, DJ Bobo recebeu outro World Music Award.
Um dos singles mais bem-sucedidos de Baumann, "Chihuahua", foi lançado em 2002 e posteriormente relançado novamente em toda a Europa.  A faixa foi produzida a pedido da Coca-Cola da Espanha.  Eles estavam em busca de um artista que poderia produzir uma canção no estilo mambo para chamar a atenção para a sua nova campanha publicitária. No entanto, a condição era que a canção teria que ficar pronta no prazo de dez dias.  Esta tarefa foi concluída e entregue à Coca-Cola por René e seu coprodutor Axel Breitung dentro do prazo fixado.  Levou apenas uma semana para o single "Chihuahua" chegar ao topo da parada espanhola.  A canção se tornou #1 na Suíça e na França também. Ela foi certificada com platina na Suíça e na França alcançou o certificado de diamante pela venda de mais de um milhão de cópias.

### 2005-2008 Eurovision e o 10º Music World Award

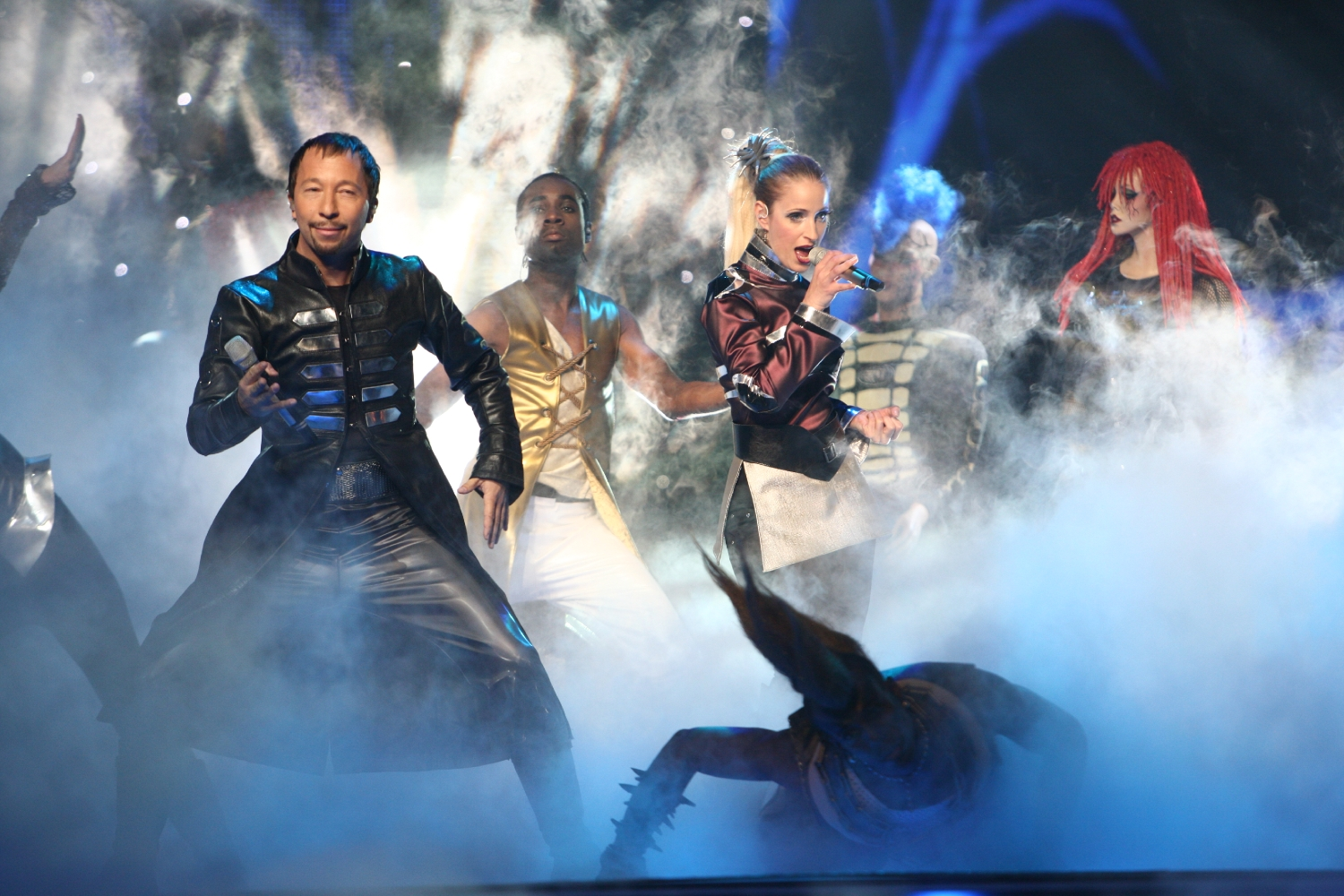
DJ Bobo é conhecido na Europa pelo tema que cantou no Festival da Eurovisão de 2007, "Vampires are Alive".

Em fevereiro de 2005 foi lançado Pirates of Dance que gerou dois singles, "Pirates of Dance" e "Amazing Life", também número 1 na Suíça. DJ Bobo e sua equipe começaram a "The Pirates of Dance Tour" em abril de 2005. A turnê passou pela Suíça, seguida pela Alemanha e Polônia, e terminou com dois concertos no Disneylândia de Paris. 2005 foi o ano em que o DJ Bobo ganhou pela 10ª vez o Music World Award.
René lançou seu Greatest Hits em 2006, que continha seus hits e alguns canções novas.  Uma delas, "Secret of Love", foi lançada antes do álbum, e contou com a participação da cantora Sandra, famosa cantora alemã dos anos 1980.  O videoclipe da canção foi filmado em Disneylândia de Paris. Seu álbum Greatest Hits acabou por lhe render uma certificação de ouro na Suíça.
Ainda em 2006 nasceu seu segundo filho com Nancy Rentzsch, Kayley-Nancy. Em outubro foi nomeado embaixador contra a fome pelo Programa Alimentar Mundial das Nações Unidas, sendo o primeiro artista suíça a ser indicado para o cargo.  Ele também foi um dos participantes do evento global contra a fome Walk the World, realizado em Gênova.
Em 11 de outubro de 2006, DJ Bobo anunciou em conferência de imprensa que ele iria representar a Suíça no Festival Eurovisão da Canção de 2007. Mais notavelmente, a canadense Celine Dion ganhou o Festival Eurovision de 1988 representando a Suíça. Em 21 de fevereiro de 2007, DJ Bobo revelou tanto a música como o vídeo que ele apresentaria no  Festival Eurovision 2007 em Helsinque , "Vampires Are Alive". Apesar de ser um dos favoritos para ganhar o concurso de acordo com muitas casas de apostas, a canção não conseguiu passar a fase semifinal em 12 de maio de 2007. Ele terminou em 20º lugar entre os vinte e oito semifinalistas.
DJ Bobo lançou seu álbum seguinte, Vampires, em 11 de maio de 2007, que chegou ao n.º 2 na parada de álbuns da Suíça. O primeiro single, "Vampires Are Alive", chegou n.º 3 na Suíça e alcançou um sucesso moderado noutros países, com exceção da Finlândia, onde atingiu o n.º 7. Dois outros singles foram lançados, "We Gotta Hold On" e "Because of You".
Em 2007, René foi escolhido para compor a música oficial da EuroCopa de 2008.  Em seu site, DJ Bobo colocou uma enquete para o público escolher qual entre duas músicas seria a canção oficial.  O público escolheu "Olé Olé" ao invés de "Let the Games Begin".  Em 11 de abril de 2008, "Olé Olé" foi lançada como single, seguido pelo álbum Olé Olé - Party. Olé Olé - Party, uma coletânea que incluía cinco novas canções e remixes de antigos sucessos.

### 2009-presente
DJ Bobo lançou Fantasy em 26 de fevereiro de 2010, que alcançou a posição nº.2 na Suíça e recebeu o certificado de ouro no país. Dois singles foram extraídos deste álbum, "Superstar" e "This Is My Time".
Em 25 de novembro de 2011, mais un álbum foi lançado, Dancing Las Vegas, que contém 13 faixas e vem com um DVD, que por sua vez é composto por seis partes, incluindo o videoclipe do single "Everybody's Gonna Dance", lançado em 11 de novembro de 2011.
René lançou outro álbum de estúdio, chamado Circus, em 10 de janeiro de 2014. O álbum, como todos os outros álbuns anteriores entrou no top-5 na Suíça.
Em 2016 lançou mais um novo álbum, Mystorial, que contém 16 faixas e com novos grandes sucessos "Life Goes On", "Get On Up", "Believe" e "Never Stop Dreaming", este álbum representa os seus 25 anos de carreira.
Neste momento está também preparando o seu novo tour Mystorial já para Janeiro de 2017 com o seu primeiro concerto em Europa Park.

## Discografia

### Álbuns de Estúdio
- Dance With Me (1993)
- There Is A Party (1994)
- World In Motion (1996)
- Magic (1998)
- The Ultimate Megamix (1999)
- Level 6 (1999)
- Planet Colors (2001)
- Celebration (2002)
- Visions (2003)
- Pirates Of Dance (2005)
- Vampires (2007)
- Olé Ole (2008)
- Fantasy (2010)
- Dancing Las Vegas (2011)
- Reloaded (2013)
- Circus (2014)
- Mystorial (2016)
- KaleidoLuna (2018)